# 阿拉斯 (纳瓦拉)
阿拉斯（西班牙語：Aras）是西班牙纳瓦拉的一个市镇。总面积18平方公里，总人口215人（2001年），人口密度12人/平方公里。